# María Bruguera Pérez
Pour les articles homonymes, voir María Pérez, Bruguera (homonymie) et Pérez.
María Bruguera Pérez, née le 6 novembre 1913 à Jerez de los Caballeros (province de Badajoz) et morte à Madrid le 26 décembre 1992, est une militante féministe libertaire espagnole.
Elle fréquente très jeune le milieu libertaire et prend part à la Révolution sociale espagnole de 1936 dans les rangs de la Confédération nationale du travail, dans la Federación Ibérica de Juventudes Libertarias et dans l'organisation anarcho féministe libertaire Mujeres Libres.

## Biographie
Fille et sœur de militants anarchistes, elle quitte l'école à 9 ans et milite à la Fédération ibérique des jeunesses libertaires dès sa création en 1932.
Enceinte de 4 mois, elle est arrêtée en novembre 1937, avec plusieurs membres de sa famille.
Son compagnon Francisco Torrado Navarro est fusillé ainsi que sa mère Elisa Pérez Moreno.
Condamnée à la réclusion à perpétuité, elle est incarcérée à Badajoz, Salamanca, Valladolid, Santander, Madrid et à la prison centrale de Saturraran, au Pays basque. Elle est libérée en décembre 1945.
Elle rejoint la lutte clandestine dans le comité de Mujeres Libres en liaison avec le Comité Régional du Centre de la Confédération nationale du travail (CNT).
Après la mort de Franco, elle prend part à la reconstruction de groupe Mujeres Libres de Madrid et milite dans la section Santé de la CNT. Elle est parmi les fondatrices de la revue Mujeres Libertarias.
Décédée le 26 décembre 1992, son corps est incinéré au cimetière de La Almudena, à Madrid.

## Notices
- L'Éphéméride anarchiste : notice biographique.
- (en) Kathy Ferguson, Université d'Hawaï : notice biographique.
- (en) The Daily Bleed : notice biographique.
- (es) Anarco Efemerides : notice biographique.
- (ca) Estel Negre : notice biographique.
- (es) M. Genofonte, Libera edição 82, 1998 : notice biographique.
- (es) Miguel Iñiguez, Esbozo de una Enciclopedia histórica del anarquismo español, Fundación de Estudios Libertarios Anselmo Lorenzo, Madrid, 2001, page 103.